# Филиппуччи, Габриэле
Габриэле Филиппуччи (итал. Gabriele Filippucci; 11 марта 1631, Мачерата, Папская область — 21 июля 1706, Рим, Папская область) — итальянский куриальный кардинал. Суб-датарий Его Святейшества с 23 декабря 1695 по 29 мая 1699. Секретарь Мемориальных дат с 29 мая 1699 по 7 сентября 1700. Кардинал-священник с 17 мая по 21 июля 1706.